# Guillermo Caride
Guillermo Eduardo Caride (Buenos Aires, 25 de mayo de 1962) es un eclesiástico católico argentino. Es el obispo de San Isidro, desde 2024; de la cual fue obispo coadjutor, entre febrero y diciembre de 2024, y obispo auxiliar, desde 2018 hasta 2024. 

## Biografía
Nació el 25 de mayo de 1962, en la ciudad argentina de Buenos Aires.
Realizó su formación secundaria en el Colegio Santa Isabel de San Isidro.
En 1981, ingresó en el Seminario Diocesano de San Isidro, donde realizó los estudios eclesiásticos, obteniendo el bachillerato en Teología. En 1987, completó estudios en la Facultad de Teología de la Universidad Católica Argentina (UCA).
Posteriormente, durante un año y medio realizó estudios de bachillerato de Teología y cursó estudios de licenciatura en Teología, Psicología y Ciencias de la religión en la archidiócesis de Granada (España).

### Sacerdocio
Su ordenación sacerdotal fue el 5 de diciembre de 1986, a manos del obispo Jorge Casaretto; incardinándose en la diócesis de San Isidro.
Como sacerdote desempeñó los siguientes ministerios:
- Vicario parroquial de la Catedral de San Justo, en la diócesis de San Justo (1987-1989).
- Vicario parroquial de Ntra. Sra. de Lourdes, en Beccar (1990-1995).[2]

En 1995, fue nombrado cuasi párroco (encargado) de atender la cuasi parroquia Ntra. Sra. de la Unidad, en Olivos.
- Formador en el Seminario Diocesano de San Isidro (1996-2002).[3]
- Miembro del Equipo diocesano de Jóvenes (hasta 2002).
- Párroco de Jesús en el Huerto de los Olivos, en Olivos (2002-2008).
- Director Pastoral de los colegios Jesús en el Huerto, Niño Jesús de Praga y María Santísima de la Luz.
- Párroco de Nuestra Señora de la Guardia, en Florida (2009-2011).[3]
- Vicario general diocesano (2012-2018).
- Presidente de la Junta Regional de Educación católica.
- Ecónomo diocesano.[2]
- Vicario episcopal para la Educación.
- Párroco de San Gabriel de la Dolorosa, en Vicente López (2018).[3]
- Delegado episcopal para la Instituto Universitario San Isidro (desde 2018).
- Miembro del Consejo diocesano para la Protección de Niños, Adolescentes y Adultos Vulnerables (desde 2018).
- Miembro del Consejo Presbiteral.

También fue miembro del Equipo Jeremías (2014-2018), perteneciente a la comisión de Ministerios de la Conferencia Episcopal Argentina.

### Episcopado
El 26 de octubre de 2018, el papa Francisco lo nombró obispo titular de Iomnium y obispo auxiliar de San Isidro. Fue consagrado el 7 de diciembre del mismo año, en el gimnasio del Colegio Carmen Arriola Marín de Beccar; a manos del obispo Oscar Vicente Ojea.
El 22 de febrero de 2024, fue nombrado obispo coadjutor de San Isidro. Tomó posesión canónica de su oficio el 5 de abril del mismo año, durante una ceremonia en la Catedral de San Isidro. El 30 de diciembre siguiente, aceptada la renuncia de Oscar Vicente Ojea, pasó automáticamente a ser obispo de San Isidro.
En la Conferencia Episcopal Argentina es, desde noviembre de 2024, miembro de la Comisión Episcopal de Ministerios y delegado de la Región Buenos Aires. Anteriormente, ha sido presidente de la Comisión de Asuntos Económicos, en la Conferencia Episcopal Argentina (2021-2024).